# G.D. Baixa de Kassanje
Der Grupo Desportivo Heróis 4 de Janeiro da Baixa de Kassanje, kurz G.D. Baixa de Kassanje oder auch GD Baixa de Cassanje, ist ein Fußballverein aus der angolanischen Stadt Malanje. Er wurde 1999 gegründet. Der Vereinsname (port. für „Sportgruppe Helden des 4. Januar der Baixa de Cassanje“) bezieht sich auf blutig niedergeschlagene zivile Aufstände Anfang 1961 in der hiesigen Region Baixa de Cassanje, kurz vor dem offenen Ausbruch des Portugiesischen Kolonialkriegs.
Der Klub empfängt seine Gäste im Estádio 1º de Maio in Malanje. Das Stadion fasst 3500 Zuschauer.

## Geschichte
Nach seiner Gründung 1999 stieg der Klub bis in die zweithöchste Spielklasse Angolas auf, den Gira Angola, umgangssprachlich als Segundona bekannt. Seit 2003 nahm er dabei mehrfach an den Aufstiegsrunden in die erste Liga, den Girabola teil.
Nachdem die weltweite COVID-19-Pandemie auch in Angola zum vorzeitigen Abbruch aller Sportwettbewerbe im März 2020 führte (COVID-19-Pandemie in Angola), stieg lediglich der zuvor disqualifizierte EC Primeiro de Maio aus der ersten Liga ab. Als einziger Zweitligist stieg der GD Baixa de Kassanje nun erstmals in die erste Liga auf.